# التهاب كبدي فيروسي
التهاب الكبد الفيروسي أو الإلتهاب الكبدى الوبائى هو أحد الأمراض المعدية التي تسببها الفيروسات وتسبب الضرر لخلايا الكبد، قد يكون الضرر الناتج مؤقتاً وقد يكون دائماً. يتميز التهاب الكبد الفيروسي بوجود خلايا الالتهاب داخل أنسجة الكبد.
والالتهاب الكبدي الفيروسي يصيب الجسم باليرقان jaundice (صفرة الجلد) ولاسيما لدي الأطفال. هناك خمسة أنواع من الالتهاب الكبدي هم(أ، ب، ج، د، هـ) كما توجد أنواع أخرى غير مصنفة أو غير واضحة الارتباط بالمرض مثل فيروس التهاب الكبد G. بعض الأنواع تنتقل بالاتصال الجنسي، والسبب الشائع في موت المرضي بالفيروسات الكبدية الفشل الكبدي الحاد مما يؤدي للغيبوبة والموت. يكون الالتهاب لدى الأطفال أقل حدة لكنه قد يولد فيما بعد تليف كبدي وتلفا بأنسجة الكبد أو الفشل الكبدي. ولا يوجد علاج خاص للالتهاب الكبدي الفيروسي. عندما يصاب الكبد بالالتهاب الكبد الفيروسي viral تموت خلاياه قد يؤدي إلى مضاعفات مختلفة، فقد يصاب المريض بالنزيف المتكرر نظراً لقلة إفراز الكبد لعوامل التجلط . ينتقل الالتهاب الكبدي أ عن طريق ملامسة براز وبول ولعاب المريض. والالتهاب الكبدي بفيروس التهاب الكبد ب وج ود ينتقلان من عمليات نقل الدم.

## التهاب الكبد أ(A)
فيروس التهاب الكبد الوبائي (أ) شديد العدوى ولكنه نادراً ما يكون مميتاً، وتكثر العدوى بين الأطفال وفي التجمعات السكانية الكبيرة والفقيرة وأثناء السفر إلى بلدان ينتشر فيها
يتواجد الفيروس في براز الأشخاص المصابين بالتهاب الكبد الوبائي (أ)، وتنتشر العدوى عادة من شخص إلى شخص عن طريق الأكل والشرب الملوثين بهذا الفيروس من شخص مصاب به، كما تنتقل العدوى عن طريق تناول غذاء غير المطهي كبعض الأطعمة التي تأكل نيئة مثل المحار والخضار والفواكه التي تؤكل بدون تقشير، أو بعد غسل الطعام بماء ملوث.

### أعراض
وأعراض الالتهاب الكبدي أ : الشعور بآلام بالجسم والبول غامق اللون(كالشاي) والإسهال والحمى والضعف والغثيان والقيء واليرقان (اصفرار الجلد وبياض العين) وفقدان الشهية والبراز فاتح اللون. وسببه شرب مياه ملوثة أو الثلج أو تناول الأسماك البحرية النيئة والخضراوات والفواكه (التي لم تغسل جيدا) ونادراً ما يكون اللعاب والسائل المنوي والإفرازات المهبلية والبول سبباً في انتقال المرض.
من أهم أعراض الالتهاب الكبدي الفيروسي A الجفاف الشديد نتيجة القيء وتشوش في التفكير والنعاس الشديد أو فقدان الوعي وتورم الوجه واليدين والقدمين والكاحلين والساقين والأذرع واحتجاز الماء بالجسم وحدوث نزيف بالأنف أو بالفم أوالشرج أو تحت الجلد.

### العلاج
ينصح الأطباء مرضى الالتهاب الكبدي بتناول سعرات عالية من البروتينات مع تجنب جفاف الجسم ولاسيما في حالة القيء. وينصح بتناول الماء والشوربة وعصير الفواكه مع تجنب الخمور والأدوية التي قد تصيب الكبد بالتلف. وفي حالة ظهور هرش بالجلد يدهن بسوائل ملطفة. مع أخذ الاحتياطات الوقائية عند ملامسة المريض أو برازه، بغسل الأيدي بالماء الساخن والصابون. وللوقاية يمكن أخذ مصل immune globulin (IG) خلال إسبوعين من احتمال الإصابة بفيروس A. ومصل الالتهاب الكبدي A ليس له مفعول في حالة وجود المرض. وتبدأ الأعراض تزول في خلال إسبوعين من المرض وخلالها يكون براز المريض معديا. وهذا الفيروسA هو أقلّ خطورة من البقية.

## التهاب الكبد الفيروسي ب
يعتبر التهاب الكبد الفيروسي (ب) مشكلة صحية عالمية رئيسية.
من بين 300,000 شخص يصابون بهذا المرض: يموت تقريبا حوالي 5,900 منهم حيث يقسمون إلى 4,000 بسبب التليف الكبدي؛ 1,500 من سرطان الكبد؛ و400 من تطور سريع لالتهاب الكبد.

### أعراض الإصابة
تبدأ الأعراض بالظهور بعد الإصابة بالفيروس بـ 60-120 يوم. تظهر الأعراض فقط في 50% من المصابين البالغين، أما بالنسبة للرضع والأطفال فنسبة ظهور الأعراض تكون في الغالب أقل. بعض الناس يصبحون مرضى جدا بعد إصابتهم بالفيروس.والأعراض المرضية يمكن أن تشمل يرقان (اصفرار الجلد والعين[ ؟ ]),تحول البول إلى اللون الداكن كلون الشاي، تحول البراز إلى اللون الفاتح.
الأعراض الأولية كأعراض الأنفلونزا: فقدان الشهية، ضعف عام وإعياء، غثيان وقيء حمى، صداع أو ألم في المفاصلطفح جلدي أو حكة،ألم في الجزء الأيمن العلوي من البطن
تشبه أعراض الالتهاب الكبدي الفيروسي (ب) أعراض الالتهاب الكبدي أ علاوة علي الآلام في المفاصل والعضلات. وفي نسبة تتراوح بين 5-10% من المرضي الذين يستمر عندهم الفيروس كمرض مزمن وبعد عدة سنوات يصيب الكبد بالتليف والمعدة تصاب بالدوالي التي تسبب القيء المدمم والإصابة بالفشل الكبدي والأورام السرطانية.
إذا لم تكن الإصابة بفيروس (ب) حادة أو مزمنة فالاشخاص المصابون بالعدوى سوف يتعافون من المرض في غضون أسبوع أو شهر، والأطفال أقل عرضة للإصابة بالمرض بشكل خطير؛ فأكثر من 95% من البالغين والأطفال الذين يتعرضون للمرض يتعافون تماما ولا يخرجون بأية إصابة، بل تطور أجسامهم مضادات تحميهم من المرض في المستقبل. ينتقل المرض لـ 5% من المواليد عن طريق أمهاتهم الاتي يكنَّ حاملات للفيروس، وهذه الفئة ستتعافى من المرض. ومن بين 40% من المصابين واحد من ستة أشخاص سيكونون عرضة للإصابة بسرطان الكبد.

### الوقاية
يمكن الوقاية من العدوى بواسطة لقاح التهاب الكبد الفيروسي B

## التهاب الكبد الفيروسي ج
ينتقل الفيروس المسبب للالتهاب الكبدي (ج) بشكل أساسي من خلال الدم أو منتجات الدم المصابة بالفيروس. طبقا لمنظمة الصحة العالمية، فأن80% من المرضى المصابين يتطورون إلى التهاب الكبدالمزمن. ومنهم حوالي 20 بالمائة يصابون بتليف كبدي، ومن ثم 5 بالمائة منهم يصابون بسرطان الكبد خلال العشرة سنوات التالية حاليا، يعتبر الفشل الكبدي بسبب الالتهاب الكبدي (ج) المزمن السبب الرئيسي لزراعة الكبد في الكثير من الدول وأهمها الولايات المتحدة الأمريكية ويكلف ما يقدر بـ 600 مليون دولار سنويا في النفقات الطبية ووقت العمل المفقود.
تظهر الإصابة بالفيروس على شكل التهاب كبدي حاد يتميز بإعياء عام وفقدان للشهية وغثيان وقئ وآلام جسدية وحرارة خفيفة وبول قاتم بالإضافة للإثارة الجلدية التي لوحظ أنها مؤشر لكل أمراض الكبد الفيروسي، تستمر الإصابة لعدة أسابيع بعدها يبدأ المريض في التعافي تدريجيا في معظم الحالات ولكن هناك بعض الحالات التي تحدث فيها أضرار للكبد قد تؤدي إلىفشل كبدي والوفاة.
تنتشر العدوى بفيروس الالتهاب الكبدي (ج) في كل أنحاء العالم حيث أكثر من 170 مليون شخص مصابون بهذا الفيروس. ومعظمهم مصابون بأمراض الكبد المزمنة. الإصابة المزمنة بأعراضها أو بالترافق مع التهاب أمراض الكبد المزمن قد تقود إلى تشمع الكبد بعد عدة سنوات من المرض. أيضا هذا النمط من الاصابات قد يؤدي بشكل درامي إلى الإصابة بسرطان الكبد لذلك يطلب من مرضى الكبد المزمن تجنب تعاطي الكحول كأحد المعجلات في حدوث هذه الأمراض الخطيرة.
غالباً ما يحتاج مرضى الالتهاب الكبدي المزمن (ج) إلى زراعة الكبد.وينتقل الفيروس بتعرض ما تحت الجلد لدم ملوث وسوء استعمال الحقن الملوثة به ولاسيما نقل الدم أو الوخز بالإبر الصينية أوالوشم أو شفرات الحلاقة أو معدات الأسنان والغسيل الكلوي واستعمال المناظير الداخلية، كما ينتقل الفيروس من اللعاب بنسبة ضئيلة إذا صادف وجود جروح اوتشققات داخل الفم. 20 % من المزمنين المصابين بالمرض مصابون بتليف كبدي من بينهم 1–4 % مصابون بسرطان خلايا الكبد سنويا.

## التهاب الكبد الفيروسي د
يسمى أيضا بفيروس الدلتا لا يستطيع استنساخ والتكاثر]] إلا بوجود فيروس أخر هو فيروس التهاب الكبد (ب)، لذلك فأن فيروس التهاب الكبد الوبائي (د) يوجد ويظهر مترافقاً دائما مع التهاب الكبد الوبائي (ب) . يوجد الفيروس (د) عند 8% من المصابين بالتهاب الكبد الوبائي (ب) وعند أقل من 2% من حاملي فيروس التهاب الكبد الوبائي (ب).
ينتقل التهاب الكبد الوبائي (د) عن طريق نقل الدم أو منتجاته أو عبر الاتصال الجنسي. العوامل المساعدة على انتقاله تشبه العوامل المساعدة على انتشار فيروس التهاب الكبد الوبائي (ب). والمدمنون على المخدرات عن طريق الحقن هم أكثر المصابين.

### الوقاية
يمكن الوقاية من العدوى عن طريق منع عدوى الالتهاب الكبدي د عن طريق لقاح التهاب الكبد الفيروسي B

## التهاب الكبد الفيروسي هـ
يعتبر من الأمراض الوبائية المرتبطة بتلوث المياه، وينتقل هذا الفيروس إلى الإنسان عن طريق الفم بواسطة المأكل والمشرب الملوثين. ولأن الفيروس يخرج من جسم المصاب عن طريق البراز فعادة يكون سبب العدوى مياه الشرب الملوثة بمياه الصرف الصحي. تتراوح فترة حضانة الفيروس بين أسبوعين و9 أسابيع. ويعتبر الأشخاص بين 15-40 سنة أكثر عرضة للإصابة به. النساء الحوامل أكثر المعرضين وبشكل خاص للإصابة بهذا الفيروس وتكون نسبة الوفاة لديهن أعلى بكثير، إذ ربما تصل إلى 20% مقارنة بأقل من 1% عند الآخرين.
لا يوجد فرق سريري بين التهاب الكبد الوبائي (هـ) والتهاب الكبد الوبائي أ. يسبب الفيروس (هـ) التهاباً كبدياً حاداً يزول تلقائياً.

## التهاب الكبد الفيروسي G
اكتشف الفيروس عام 1996 ولكن المعلومات المتوفرة عنه ما زالت قليلة وهي قيد البحث والدراسة. كان يعتقد سابقاً أنها تصيب الكبد مسببة التهاباً كبدياً فيروسياً إلا أن الدراسات اللاحقة لم تستطع ربطها بالمرض بشكل قاطع والمعلومات المتوفرة حاليا عن هذا الفيروس ربما تتغير في المستقبل مع ظهور نتائج الأبحاث المنتظرة.
ينتمي الفيروس إلى عائلة الفيروسات المصفرة (بالإنجليزية: Flaviviridae) ويشبه في تركيبه وشكله الفيروس المسبب لالتهاب الكبد الفيروسي ج. ينتقل الفيروس عبر نقل الدم والاتصال الجنسي ورغم أنه قد تم اكتشافه في عدة حالات إصابة بالتهاب الكبد المزمن إلا أن ربطه بالمرض غير أكيد.
أظهرت بعض الدراسات على مرضى الإيدز أن المرضى المصابين بعدوى مضاعفة بفيروس نقص المناعة وفيروس التهاب الكبد الفيروسي G أن زمن البقاء (مدة بقاءهم أحياء) تكون أطول ممن هم مصابون بفيروس نقص المناعة وحده.
تبلغ نسبة حاملي الفيروس الأصحاء المتبرعين بالدم في أمريكا 2% ولكن لا تظهر عليهم أية أعراض مرضية، 90-100% من حاملي الفيروس به تصبح إصابتهم مزمنة ولكنه نادرا ما يسبب مرضا مزمنا شديد الضرر مقارنة بعائلة الفيروسات الكبد الأخرى.